# Parapara (Neuseeland)
Parapara ist eine kleine Siedlung im Far North District der Region Northland auf der Nordinsel von Neuseeland.

## Geographie
Die Siedlung befindet sich rund 17 km nordöstlich von Kaitaia und rund 5 km südwestlich von Taipa, an der Doubtless Bay gelegen. Die Siedlung hat über das 3 km nordnordwestlich liegende Aurere Zugang zum New Zealand State Highway 10. Knapp 4 km südlich befindet sich die nächstgelegene kleine Siedlung Toatoa.